# 楊宣 (成化進士)
楊宣（1435年—16世紀），字浚明，河南南陽府裕州舞陽縣人，明朝政治人物。

## 生平
楊宣個性剛直，天順三年（1459年）舉己卯科河南鄉試第五十八名，成化二年（1466年）成進士，獲授太原推官，為政公允，因父親去世回鄉，服闋後調任徽州推官，執法更加嚴謹，豪強也因此屏迹，明憲宗看重他風厲，在成化十八年（1482年）擢任他為試監察御史，次年（1483年）實授南京貴州道監察御史，到弘治（1489年）外任四川按察司僉事。

## 家族
曾祖父楊澄。祖父楊士達。父楊景芳。母潘氏，继母羊氏。慈侍下。兄麒、麟；弟寰。娶蔡氏。

## 引用
1. 1 2  道光《舞陽縣志·卷九·人物志》：楊宣，成化丙戌進士，初授太原推官，賦性剛直，涖政精嚴，丁外艱補嬴州【徽州】府，持法益固、豪強屏迹，上重其風厲，擢南京貴州監察御史，尋轉四川僉事。
2. ↑  道光《舞陽縣志·卷八·選舉》：進士……明……楊宣 成化丙戌科，任四川僉事，有傳……舉人……明……楊宣 天順己卯科
3. ↑  《明憲宗純皇帝實錄·卷二百二十六》：（成化十八年四月）丁巳擢推官楊宣、蔣誼，知縣劉信、文貴、俞深、趙炯、吳珏、郭紳、張西銘、陸淵、田益、徐同愛、海澄、陳經、董復、普暉、張廷瑞、張昺、謝寧、宋宣俱為試監察御史。
4. ↑  《明憲宗純皇帝實錄·卷二百三十九》：（成化十九年四月）乙酉實授試監察御史陸淵、徐同愛、劉信、文貴、郭紳、俞深、董復、張西銘、田益、楊宣、趙炯為監察御史，淵山東道，同愛山西道，信浙江道，紳廣西道，深四川道，復貴州道，西銘河南道，益南京陜西道，宣貴州道，炯廣東道……
5. ↑  《明孝宗敬皇帝實錄·卷三十》：（弘治二年九月甲戌）陞禮部郎中王沂為山東布政司右參政，南京監察御史楊宣為四川按察司僉事。
6. ↑  《天一阁藏明代科举录选刊·登科录》（《成化二年进士登科录》）